# Islander (traghetto)
L'Islander è un traghetto appartenente alla compagnia di navigazione Brittany Ferries.

## Servizio
Costruito nei cantieri navali Bodewes Scheepswerv Volharding di Groningen con il nome di Dueodde e consegnato il 27 aprile 2005 alla Bornholmstrafikken A/S, prende servizio a partire dal 30 aprile nei collegamenti tra Rønne, Ystad, Køge e Sassnitz.
Il 14 novembre 2005 entra in collisione con la banchina e con una piattaforma per tuffi a Rønne a causa delle condizioni meteo avverse.

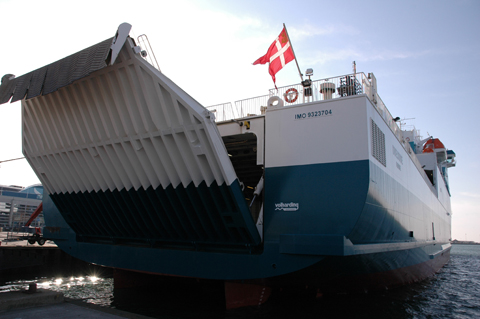
Il Dueodde in fase di ormeggio nel 2005.

Nel settembre del 2010 viene venduto alla Strait Shipping, con consegna prevista a metà ottobre.
Il 10 ottobre 2010 esegue la sua ultima traversata per il vecchio armatore e nello stesso giorno viene trasferito ai cantieri di Fredericia. Ribattezzato Straitsman il 13 ottobre, salpa per Wellington il 20, giungendo in Nuova Zelanda il 4 dicembre successivo.
Il 9 dicembre 2010 prende servizio nei collegamenti tra Picton e Wellington.

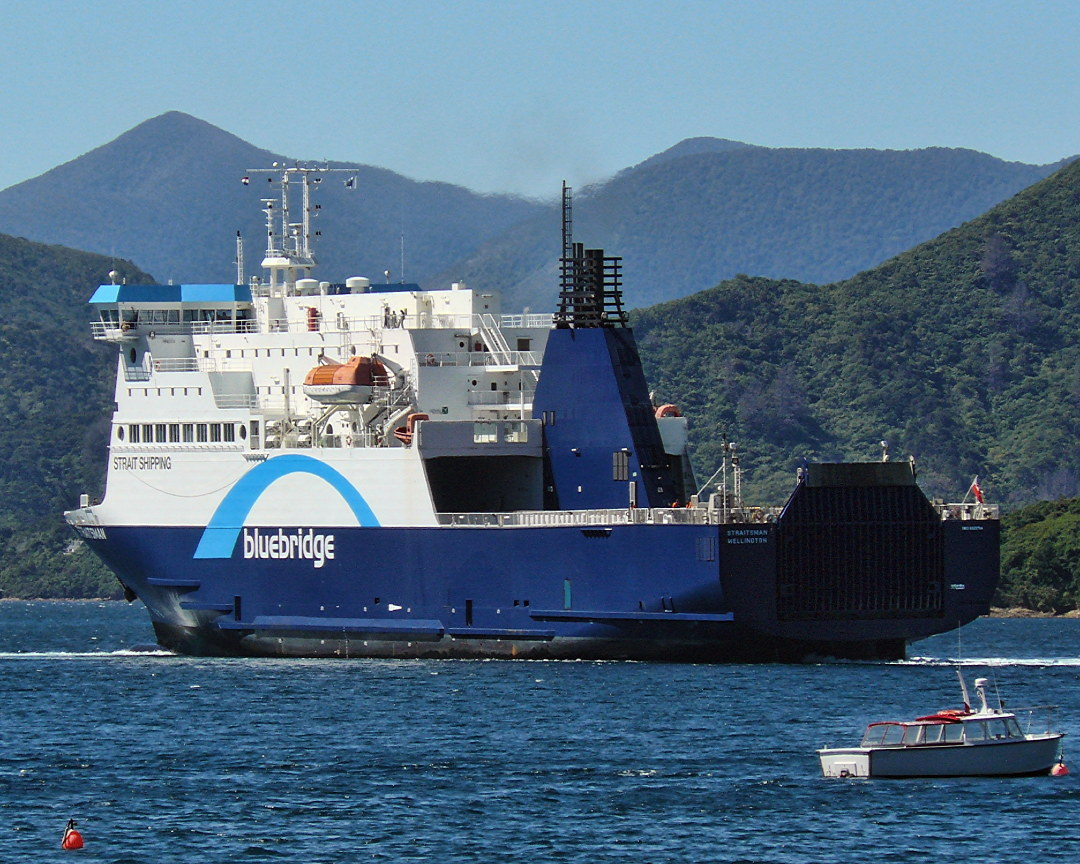
Lo Straitsman in evoluzione a Picton nel 2010.

Nel marzo del 2023 viene ceduto alla Condor Ferries, alla quale viene consegnato il 4 aprile successivo, giorno in cui viene ribattezzato Condor Islander.
Trasferito il 12 giugno nel cantiere navale Astader di Santander, viene sottoposto ai propedeutici lavori di adeguamento al nuovo servizio. 

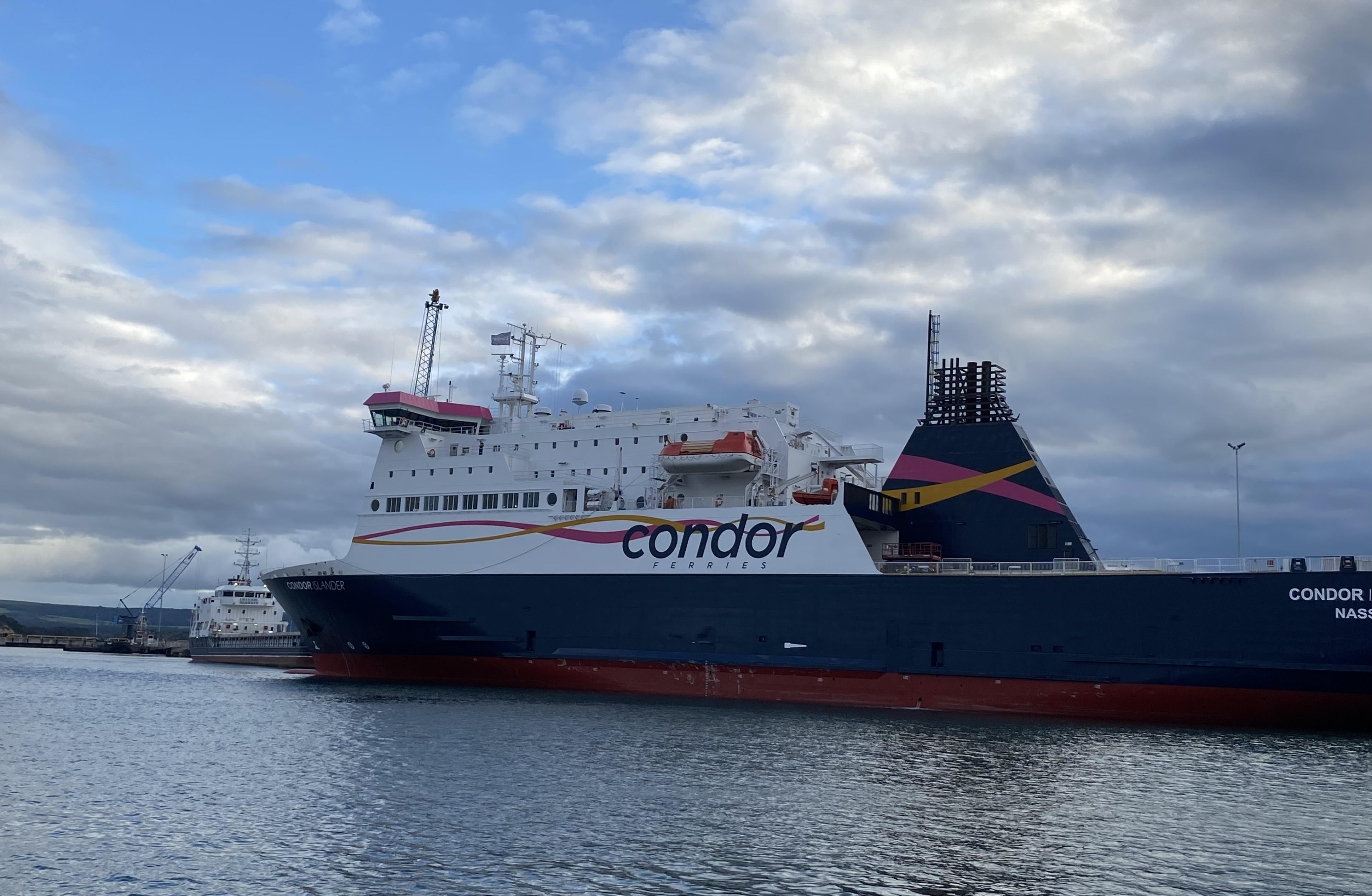
Il Condor Islander ormeggiato a Poole nel 2023.

Il 22 ottobre 2023 prende servizio nei collegamenti tra Portsmouth, Guernsey e Jersey.
Dal 23 ottobre al 7 novembre 2023 viene sottoposto a lavori di manutenzione straordinaria a Birkenhead in seguito ad un guasto tecnico.
Il 3 luglio 2024 entra in collisione con la banchina di St Helier a causa del forte vento.
Dal 26 febbraio a fine marzo viene sottoposto a lavori di manutenzione ordinaria a Danzica, durante i quali passa a Brittany Ferries, divenuta maggior azionista  della Condor Ferries, e viene ribattezzato Islander. Il 22 marzo giunge a Portsmouth da Danzica, riprendendo il giorno successivo il regolare servizio sulla Portsmouth-Guernsey.

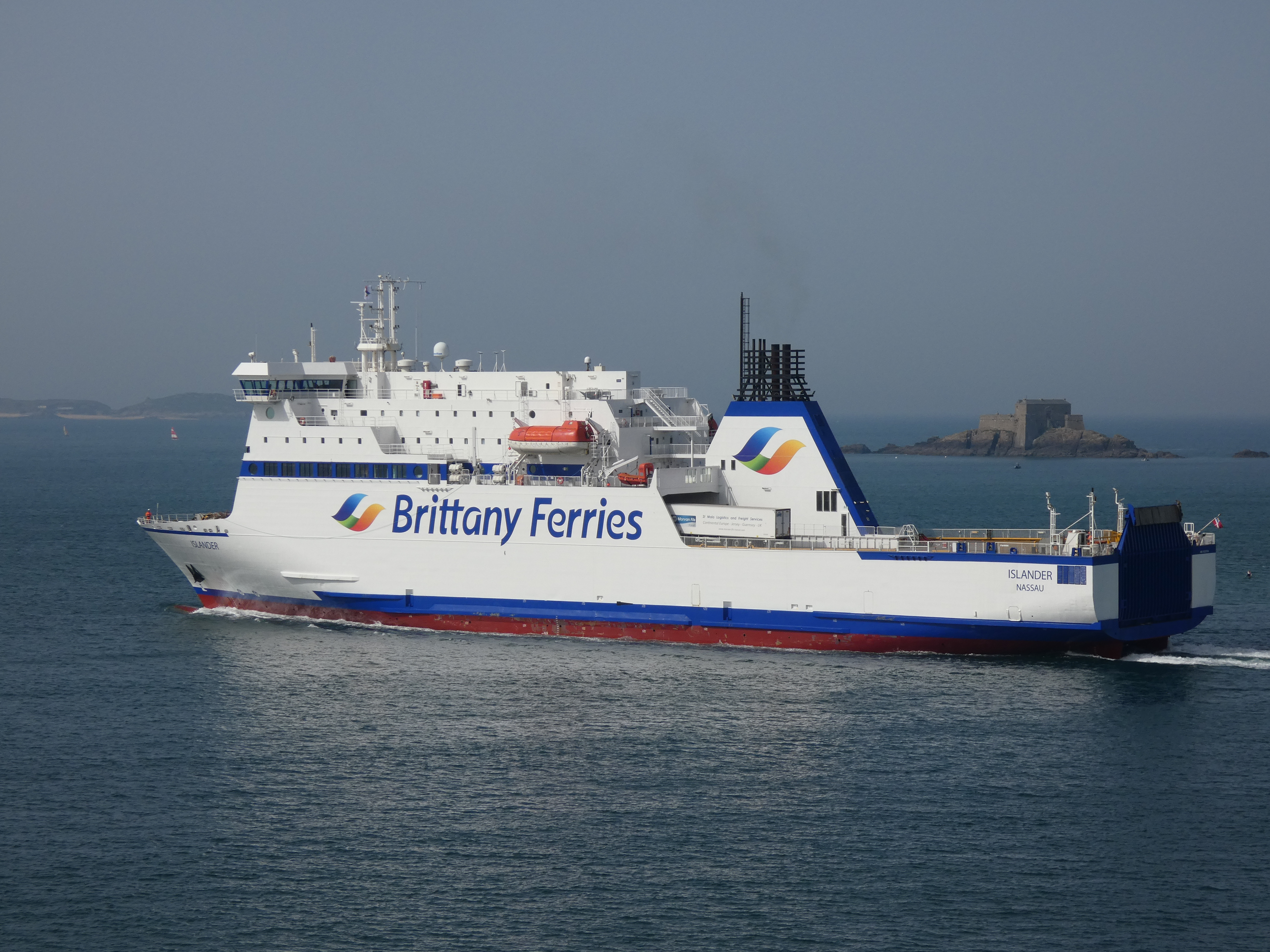
L'Islander in partenza da Saint-Malo nel 2025.

## Navi gemelle
- Stena Vinga
- Commodore Clipper